# رامسس هشتم
رامسس هشتم هفتمین پادشاه دودمان بیستم مصر باستان از پادشاهی نوین بود. فرمانروای او بسیار ناشناخته‌تر از فرمانروایی دیگر پادشاهان این دوره‌است. در میان مصرشناسان هنوز درباره ریشه اصلی او اختلاف وجود دارد. به باور بعضی مصرشناسان، همانند نیکولا گریمال، او پسر رامسس سوم و شهبانو تی‌یه است. دیگر متخصصان اما بر این باورند که او نوه رامسس سوم از یکی از دو دخترش بوده.
او پس از رامسس هفتم به قدرت رسید و پس از دوران کوتاه فرمانرواییش، رامسس نهم که پسرش نبود بر تخت نشست.